# Short track na Zimních olympijských hrách 2014
Závody v short tracku na Zimních olympijských hrách 2014 probíhaly od 10. do 21. února 2014 ve sportovní hale Ajsberg v Soči.

## Přehled
Na Zimních olympijských hrách 2014 v Soči bylo na programu celkem osm finálových závodů. Muži a ženy absolvovali individuální závody na 500 m, 1000 m, 1500 m a štafetové závody. Ženy absolvovali štafetový závod v délce 3000 m, muži v délce 5000 m.

## Program
Program podle oficiálních stránek.
| Den    | Datum          | Zahájení (UTC+4) | Zahájení (SEČ) | Závod               |
| ------ | -------------- | ---------------- | -------------- | ------------------- |
| den 4  | 10. února 2014 | 13:45            | 10:45          | štafeta 3000 m ženy |
| den 4  | 10. února 2014 | 13:45            | 10:45          | 500 m ženy          |
| den 4  | 10. února 2014 | 13:45            | 10:45          | 1500 m muži         |
| den 7  | 13. února 2014 | 14:00            | 11:00          | štafeta 5000 m muži |
| den 7  | 13. února 2014 | 14:00            | 11:00          | 1000 m muži         |
| den 7  | 13. února 2014 | 14:00            | 11:00          | 500 m ženy          |
| den 9  | 15. února 2014 | 14:00            | 11:00          | 1500 m ženy         |
| den 9  | 15. února 2014 | 14:00            | 11:00          | 1000 m muži         |
| den 12 | 18. února 2014 | 13:30            | 10:30          | 1000 m ženy         |
| den 12 | 18. února 2014 | 13:30            | 10:30          | 500 m muži          |
| den 12 | 18. února 2014 | 13:30            | 10:30          | štafeta 3000 m ženy |
| den 15 | 21. února 2014 | 20:30            | 17:30          | 1000 m ženy         |
| den 15 | 21. února 2014 | 20:30            | 17:30          | 500 m muži          |
| den 15 | 21. února 2014 | 20:30            | 17:30          | štafeta 5000 m muži |

## Medailové pořadí zemí
| Pořadí         | Země                         | Zlato | Stříbro | Bronz | Celkově |
| -------------- | ---------------------------- | ----- | ------- | ----- | ------- |
| 1.             | Rusko (RUS)                  | 3     | 1       | 1     | 5       |
| 2.             | Čína (CHN)                   | 2     | 3       | 1     | 6       |
| 3.             | Jižní Korea (KOR)            | 2     | 1       | 2     | 5       |
| 4.             | Kanada (CAN)                 | 1     | 1       | 1     | 3       |
| 5.             | Itálie (ITA)                 | 0     | 1       | 2     | 3       |
| 6.             | Spojené státy americké (USA) | 0     | 1       | 0     | 1       |
| 7.             | Nizozemsko (NED)             | 0     | 0       | 1     | 1       |
| Medailové sady | Medailové sady               | 8     | 8       | 8     | 24      |

## Medailisté

### Muži
| Disciplína     | Zlato                                                                             | Výkon    | Stříbro                                                                                            | Výkon    | Bronz                                                           | Výkon    |
| -------------- | --------------------------------------------------------------------------------- | -------- | -------------------------------------------------------------------------------------------------- | -------- | --------------------------------------------------------------- | -------- |
| 500 m          | Viktor An · Rusko (RUS)                                                           | 41,312   | Wu Dajing · Čína (CHN)                                                                             | 41,516   | Charle Cournoyer · Kanada (CAN)                                 | 41,617   |
| 1000 m         | Viktor An · Rusko (RUS)                                                           | 1:25,325 | Vladimir Grigorev · Rusko (RUS)                                                                    | 1:25,399 | Sjinkie Knegt · Nizozemsko (NED)                                | 1:25,611 |
| 1500 m         | Charles Hamelin · Kanada (CAN)                                                    | 2:14,985 | Chan Tchien-jü · Čína (CHN)                                                                        | 2:15,055 | Viktor An · Rusko (RUS)                                         | 2:15,062 |
| štafeta 5000 m | Rusko (RUS) · Viktor An · Semen Jelistratov · Vladimir Grigorev · Ruslan Zacharov | 6:42,100 | Spojené státy americké (USA) · Eddy Alvarez · J. R. Celski · Christopher Creveling · Jordan Malone | 6:42,371 | Čína (CHN) · Chen Dequan · Han Tianyu · Shi Jingnan · Wu Dajing | 6:48,341 |

### Ženy
| Disciplína     | Zlato                                                                                      | Výkon    | Stříbro                                                                                      | Výkon    | Bronz                                                                                            | Výkon    |
| -------------- | ------------------------------------------------------------------------------------------ | -------- | -------------------------------------------------------------------------------------------- | -------- | ------------------------------------------------------------------------------------------------ | -------- |
| 500 m          | Li Ťien-žou · Čína (CHN)                                                                   | 45,263   | Arianna Fontanaová · Itálie (ITA)                                                            | 51,250   | Pak Sung-hui · Jižní Korea (KOR)                                                                 | 54,207   |
| 1000 m         | Pak Sung-hui · Jižní Korea (KOR)                                                           | 1:30,761 | Fan Kexin · Čína (CHN)                                                                       | 1:30,811 | Shim Suk-hee · Jižní Korea (KOR)                                                                 | 1:31,027 |
| 1500 m         | Čou Jang · Čína (CHN)                                                                      | 2:19,140 | Shim Suk-Hee · Jižní Korea (KOR)                                                             | 2:19,239 | Arianna Fontanaová · Itálie (ITA)                                                                | 2:19,416 |
| štafeta 3000 m | Jižní Korea (KOR) · Shim Suk-hee · Pak Sung-hui · Cho Ha-ri · Kim A-lang · Kong Sang-jeong | 4:09,498 | Kanada (CAN) · Marie-Ève Drolet · Jessica Hewitt · Valérie Maltaisová · Marianne St-Gelais · | 4:10,641 | Itálie (ITA) · Arianna Fontanaová · Lucia Perettiová · Martina Valcepinaová · Elena Vivianiová · | 4:14,014 |

## Kvalifikace
Na Zimních olympijských hrách 2014 byla stanovena kvóta 120 startujících závodníků, a to 60 v mužské a 60 v ženské kategorii. Každý národní olympijský výbor mohlo reprezentovat maximálně 10 závodníků, a to nejvíce pět mužů nebo pět žen. Mezinárodní bruslařská unie oznámila kvóty 22. listopadu 2013.